# Scorpidium turfaceum
Scorpidium turfaceum là một loài Rêu trong họ Amblystegiaceae. Loài này được (Herzog) Herzog miêu tả khoa học đầu tiên năm 1920.